# Poor Touring Me
Poor Touring Me fue una gira del grupo estadounidense de thrash metal Metallica que comenzó en junio de 1996 y acabó en mayo de 1997; el nombre de la gira proviene de la canción Poor Twisted Me, canción del disco Load.
Esta gira fue notable ya que la banda tuvo su primera participación en el festival Lollapalooza, los conciertos que fueron realizados en los días 9 y 10 de mayo de 1997 en Fort Worth se grabaron para el DVD Cunning Stunts.
Para el relanzamiento del album Load en 2025, el show de Irvine Meadows Amphitheatre del 4 de agosto de 1996 (exceptuando la canción Motorbreath), se lanzó en vinilo, los shows de San Francisco del 10 de junio de 1996 y de Oslo del 23 de noviembre de 1996, se lanzó en CD, junto a grabaciones en distintas partes de la gira y el show de Estocolmo del 16 de noviembre de 1996 se lanzó en DVD, esto como parte del box set del álbum Load que se lanzó el 13 de junio de 2025, además de 2 CD que contienen grabaciones de canciones en varios lugares de la gira.

## Temas Habituales 1
(Tomado del Irvine Meadows Amphitheatre el 3 de agosto de 1996)
1. "So What?" (Originalmente de Anti Nowhere League)
2. "Creeping Death"
3. "Sad But True"
4. "Ain't My Bitch"
5. "Whiplash"
6. "Fade To Black"
7. "King Nothing"
8. "One"
9. "Until It Sleeps"
10. "For Whom The Bell Tolls"
11. "Wherever I May Roam"
12. "Nothing Else Matters"
13. "Enter Sandman"
14. "Last Caress" (originalmente de Misfits)
15. "Master of Puppets"
16. "Overkill" (originalmente de Motörhead)

Notas:
- "Last Caress" fue interpretada junto a Jim Martin el día 2 de agosto de 1996.[4]
- "Overkill" fue tocada junto con Lemmy Kilmister el 3 y 4 de agosto de 1996 y "For Whom The Bell Tolls" fue interpretada en esos mismos días con Jerry Cantrell.[5]
- "Motorbreath" fue tocada en algunos conciertos después de la canción Overkill, además de reemplazar a esta última el 11 de julio de 1996.[6]

## Temas Habituales 2
(Tomado del Salt Lake City, Utah Delta Center el 2 de enero de 1997)
1. "So What?" (Originalmente de Anti Nowhere League)
2. "Creeping Death"
3. "Sad But True"
4. "Ain't My Bitch"
5. "Whiplash"
6. "King Nothing"
7. "One"
8. "Wasting My Hate"
9. Bass/Guitar Doodle
10. "Nothing Else Matters"
11. "Until It Sleeps"
12. "For Whom The Bell Tolls"
13. "Wherever I May Roam"
14. "Fade To Black
15. "Seek and Destroy"
16. "Last Caress" (originalmente de Misfits)
17. "Master of Puppets"
18. "Enter Sandman"
19. "Am I Evil?" (originalmente de Diamond Head)
20. "Motorbreath"

Notas:
- "2x4" se tocó solo una vez el 9 de septiembre de 1996.[8]
- "The Shortest Straw" fue tocada en algunos conciertos de 1996 y 1997 siendo una de las 2 canciones del disco ...And Justice for All que se tocaron en esta gira.
- "Breadfan" se tocó en varios conciertos de 1996 y 1997.
- "Hero of the Day" se tocó 3 veces en el concierto del 23 de septiembre de 1996, esto fue para el programa británico Top of The Pops.[9]
- "Bleeding Me" se tocó en gran parte de los conciertos de 1996.
- En algunos conciertos de 1996 y 1997 el concierto empezó con "Last Caress".
- El 5 de febrero de 1997 el concierto empezó con Overkill y varios conciertos terminaron con esta canción.[10]
- 6 conciertos terminaron con Whiplash.
- "Devil's Dance" se tocó en algunos conciertos de 1996, siendo una de las 2 canciones del disco siguiente que se tocaron en esta gira.

## Temas Habituales 3
(Tomado del Forth Worth, Texas Tarrant County Convention Center el 9 de mayo de 1997)
1. "So What?" (Originalmente de Anti Nowhere League)
2. "Creeping Death"
3. "Sad But True"
4. "Ain't My Bitch"
5. "Hero of the Day"
6. "King Nothing"
7. "One"
8. "Fuel"
9. Bass/Guitar Doodle
10. "Nothing Else Matters"
11. "Until It Sleeps"
12. "For Whom The Bell Tolls"
13. "Wherever I May Roam"
14. "Fade To Black
15. "Kill/Ride Medley"
  1. "Ride the Lightning"
  2. "No Remorse"
  3. "Hit the Lights"
  4. "The Four Horsemen"
  5. "Seek And Destroy"
  6. "Fight Fire With Fire"
16. "Last Caress" (originalmente de Misfits)
17. "Master of Puppets"
18. "Enter Sandman"
19. "Am I Evil?" (originalmente de Diamond Head)
20. "Motorbreath"

Notas:
- "Fuel" se tocó en varios conciertos de 1997.
- "Kill/Ride Medley" se toco en varios conciertos de 1996 y 1997 en reemplazo a Seek And Destroy y en el concierto del 6 de septiembre se agregó Phantom Lord entre Seek and Destroy y Fight Fire With Fire.[12]
- "Battery" se tocó en varios conciertos de 1997 siendo una de las 2 canciones del disco Master of Puppets que se tocaron en esta gira.
- "Hero of the Day" se tocó para reemplazar a Whiplash.[13]
- En varias fechas durante la interpretación de Enter Sandman, se destacó la aparición de un miembro de la gira corriendo envuelto en llamas, sumado a un cortocircuito en una de las torres de iluminación, este montaje apareció en el DVD Cunning Stunts

## Datos del Tour
| Fecha                                            | Ciudad                                           | País                                             | Lugar                                            |
| Gira Norteamericana, Promos y Lollapalooza No. 6 | Gira Norteamericana, Promos y Lollapalooza No. 6 | Gira Norteamericana, Promos y Lollapalooza No. 6 | Gira Norteamericana, Promos y Lollapalooza No. 6 |
| ------------------------------------------------ | ------------------------------------------------ | ------------------------------------------------ | ------------------------------------------------ |
| 4 de junio de 1996                               | San José                                         | Estados Unidos                                   | Tower Records Parking Lot                        |
| 4 de junio de 1996                               | Sacramento, California                           | Estados Unidos                                   | Tower Records Parking Lot                        |
| 9 de junio de 1996                               | San Francisco, California                        | Estados Unidos                                   | Slim's                                           |
| 10 de junio de 1996                              | San Francisco, California                        | Estados Unidos                                   | Slim's                                           |
| 23 de junio de 1996                              | Toronto, Ontario                                 | Canadá                                           | The Phoenix                                      |
| 24 de junio de 1996                              | Aberdeen, Washington                             | Estados Unidos                                   | Louie's Bar                                      |
| 27 de junio de 1996                              | Kansas City, Misuri                              | Estados Unidos                                   | Longview Lake                                    |
| 28 de junio de 1996                              | Des Moines, Iowa                                 | Estados Unidos                                   | Iowa State Fairgrounds                           |
| 30 de junio de 1996                              | Rockford, Illinois                               | Estados Unidos                                   | Winnebago County Fair                            |
| 2 de julio de 1996                               | Indianápolis, Indiana                            | Estados Unidos                                   | Deer Creek Soccer Field                          |
| 3 de julio de 1996                               | Columbus, Ohio                                   | Estados Unidos                                   | Buckeye Lake Music Center                        |
| 5 de julio de 1996                               | Barrie, Ontario                                  | Canadá                                           | Molson Park                                      |
| 7 de julio de 1996                               | Ciudad de Quebec, Quebec                         | Canadá                                           | The Hippodrome                                   |
| 9 de julio de 1996                               | Pownal, Vermont                                  | Estados Unidos                                   | Green Mountain Fair                              |
| 11 de julio de 1996                              | Ciudad de Nueva York, Nueva York                 | Estados Unidos                                   | Randall's Island                                 |
| 12 de julio de 1996                              | Ciudad de Nueva York, Nueva York                 | Estados Unidos                                   | Randall's Island                                 |
| 13 de julio de 1996                              | Syracuse, Nueva York                             | Estados Unidos                                   | NY Fairgrounds                                   |
| 16 de julio de 1996                              | Charlestown, Virginia Occidental                 | Estados Unidos                                   | Charlestown Raceway                              |
| 18 de julio de 1996                              | West Palm Beach, Florida                         | Estados Unidos                                   | West Palm Beach Fair                             |
| 20 de julio de 1996                              | Rockingham, Carolina del Norte                   | Estados Unidos                                   | Rockingham Dragway                               |
| 21 de julio de 1996                              | Knoxville, Tennessee                             | Estados Unidos                                   | Forks in the River                               |
| 23 de julio de 1996                              | Nueva Orleans, Luisiana                          | Estados Unidos                                   | U.N.D. Soccer Field                              |
| 25 de julio de 1996                              | Ferris, Texas                                    | Estados Unidos                                   | Old Fort Dallas                                  |
| 27 de julio de 1996                              | Chandler, Arizona                                | Estados Unidos                                   | Compton Terrace                                  |
| 30 de julio de 1996                              | George, Washington                               | Estados Unidos                                   | The Gorge Amphitheatre                           |
| 2 de agosto de 1996                              | San José, California                             | Estados Unidos                                   | Spartan Stadium                                  |
| 3 de agosto de 1996                              | Irvine, California                               | Estados Unidos                                   | Irvine Meadows                                   |
| 4 de agosto de 1996                              | Irvine, California                               | Estados Unidos                                   | Irvine Meadows                                   |
| Gira Europea                                     |                                                  |                                                  |                                                  |
| 6 de septiembre de 1996                          | Viena                                            | Austria                                          | Wiener Stadthalle                                |
| 8 de septiembre de 1996                          | Katowice                                         | Polonia                                          | Spodek                                           |
| 9 de septiembre de 1996                          | Praga                                            | República Checa                                  | Sportovní hala                                   |
| 11 de septiembre de 1996                         | Berlín                                           | Alemania                                         | Deutschlandhalle                                 |
| 12 de septiembre de 1996                         | Kiel                                             | Alemania                                         | Ostseehalle                                      |
| 14 de septiembre de 1996                         | Gante                                            | Bélgica                                          | Flanders Expo                                    |
| 15 de septiembre de 1996                         | París                                            | Francia                                          | Palais Omnisports Bercy                          |
| 16 de septiembre de 1996                         | París                                            | Francia                                          | Palais Omnisports Bercy                          |
| 19 de septiembre de 1996                         | La Coruña                                        | España                                           | Coliseum                                         |
| 20 de septiembre de 1996                         | Lisboa                                           | Portugal                                         | Estádio do Restelo                               |
| 22 de septiembre de 1996                         | Madrid                                           | España                                           | Estadio La Peineta                               |
| 23 de septiembre de 1996                         | Barcelona                                        | España                                           | Palau Sant Jordi                                 |
| 26 de septiembre de 1996                         | Roma                                             | Italia                                           | PalaEUR                                          |
| 28 de septiembre de 1996                         | Milán                                            | Italia                                           | Forum Di Assago                                  |
| 29 de septiembre de 1996                         | Turin                                            | Italia                                           | Palastampa                                       |
| 30 de septiembre de 1996                         | Milán                                            | Italia                                           | Palatrussardi                                    |
| 2 de octubre de 1996                             | Marsella                                         | Francia                                          | Le Dôme de Marseille                             |
| 3 de octubre de 1996                             | Lyon                                             | Francia                                          | Halle Tony Garnier                               |
| 5 de octubre de 1996                             | Birmingham                                       | Inglaterra                                       | NEC Arena                                        |
| 6 de octubre de 1996                             | Birmingham                                       | Inglaterra                                       | NEC Arena                                        |
| 7 de octubre de 1996                             | Newcastle                                        | Inglaterra                                       | Newcastle Arena                                  |
| 9 de octubre de 1996                             | Dublín                                           | Irlanda                                          | Point Theatre                                    |
| 10 de octubre de 1996                            | Glasgow                                          | Escocia                                          | Barrowland Ballroom                              |
| 12 de octubre de 1996                            | Londres                                          | Inglaterra                                       | Earls Court Arena                                |
| 14 de octubre de 1996                            | Cardiff                                          | Gales                                            | Cardiff International Arena                      |
| 15 de octubre de 1996                            | Mánchester                                       | Inglaterra                                       | NYNEX Arena                                      |
| 16 de octubre de 1996                            | Sheffield                                        | Inglaterra                                       | Sheffield Arena                                  |
| 18 de octubre de 1996                            | Hamburgo                                         | Alemania                                         | Alsterdorfer Sporthalle                          |
| 21 de octubre de 1996                            | Dortmund                                         | Alemania                                         | Westfalenhallen                                  |
| 22 de octubre de 1996                            | Berlín                                           | Alemania                                         | Deutschlandhalle                                 |
| 23 de octubre de 1996                            | Leipzig                                          | Alemania                                         | Messehalle                                       |
| 25 de octubre de 1996                            | Mannheim                                         | Alemania                                         | Maimarkthalle                                    |
| 26 de octubre de 1996                            | Múnich                                           | Alemania                                         | Olympiahalle                                     |
| 4 de noviembre de 1996                           | Fráncfort del Meno                               | Alemania                                         | Festhalle Frankfurt                              |
| 5 de noviembre de 1996                           | Oldenburg                                        | Alemania                                         | Weser-Ems Halle                                  |
| 7 de noviembre de 1996                           | Zúrich                                           | Suiza                                            | Hallenstadion                                    |
| 8 de noviembre de 1996                           | Stuttgart                                        | Alemania                                         | Hanns-Martin-Schleyer-Halle                      |
| 9 de noviembre de 1996                           | Núremberg                                        | Alemania                                         | Frankenhalle                                     |
| 11 de noviembre de 1996                          | Bielefeld                                        | Alemania                                         | Seidenstickerhalle                               |
| 12 de noviembre de 1996                          | Utrecht                                          | Países Bajos                                     | Prins Van Oranjehal                              |
| 15 de noviembre de 1996                          | Estocolmo                                        | Suecia                                           | Globe Arena                                      |
| 16 de noviembre de 1996                          | Estocolmo                                        | Suecia                                           | Globe Arena                                      |
| 18 de noviembre de 1996                          | Helsinki                                         | Finlandia                                        | Jäähalli                                         |
| 19 de noviembre de 1996                          | Helsinki                                         | Finlandia                                        | Jäähalli                                         |
| 21 de noviembre de 1996                          | Gotemburgo                                       | Suecia                                           | Scandinavium                                     |
| 23 de noviembre de 1996                          | Oslo                                             | Noruega                                          | Oslo Spektrum                                    |
| 24 de noviembre de 1996                          | Oslo                                             | Noruega                                          | Oslo Spektrum                                    |
| 26 de noviembre de 1996                          | Copenhague                                       | Dinamarca                                        | Forum Copenhagen                                 |
| 27 de noviembre de 1996                          | Copenhague                                       | Dinamarca                                        | Forum Copenhagen                                 |
| Gira Norteameicana II                            |                                                  |                                                  |                                                  |
| 19 de diciembre de 1996                          | Fresno, California                               | Estados Unidos                                   | Selland Arena                                    |
| 20 de diciembre de 1996                          | Inglewood, California                            | Estados Unidos                                   | Great Western Forum                              |
| 21 de diciembre de 1996                          | Inglewood, California                            | Estados Unidos                                   | Great Western Forum                              |
| 29 de diciembre de 1996                          | Sacramento, California                           | Estados Unidos                                   | ARCO Arena                                       |
| 30 de diciembre de 1996                          | Daly City, California                            | Estados Unidos                                   | Cow Palace                                       |
| 31 de diciembre de 1996                          | San José, California                             | Estados Unidos                                   | San Jose Arena                                   |
| 2 de enero de 1997                               | Salt Lake City, Utah                             | Estados Unidos                                   | Delta Center                                     |
| 4 de enero de 1997                               | Phoenix, Arizona                                 | Estados Unidos                                   | America West Arena                               |
| 5 de enero de 1997                               | Phoenix, Arizona                                 | Estados Unidos                                   | America West Arena                               |
| 6 de enero de 1997                               | Las Cruces, Nuevo México                         | Estados Unidos                                   | Pan American Center                              |
| 8 de enero de 1997                               | Albuquerque, Nuevo México                        | Estados Unidos                                   | Tingley Coliseum                                 |
| 10 de enero de 1997                              | Paradise, Nevada                                 | Estados Unidos                                   | Thomas & Mack Center                             |
| 11 de enero de 1997                              | San Diego, California                            | Estados Unidos                                   | San Diego Sports Arena                           |
| 24 de enero de 1997                              | Denver, Colorado                                 | Estados Unidos                                   | McNichols Sports Arena                           |
| 25 de enero de 1997                              | Denver, Colorado                                 | Estados Unidos                                   | McNichols Sports Arena                           |
| 28 de enero de 1997                              | Ames, Iowa                                       | Estados Unidos                                   | Hilton Coliseum                                  |
| 29 de enero de 1997                              | Mineápolis, Minnesota                            | Estados Unidos                                   | Target Center                                    |
| 31 de enero de 1997                              | Kansas City, Misuri                              | Estados Unidos                                   | Kemper Arena                                     |
| 1 de febrero de 1997                             | Memphis, Tennessee                               | Estados Unidos                                   | Pyramid Arena                                    |
| 2 de febrero de 1997                             | Louisville, Kentucky                             | Estados Unidos                                   | Freedom Hall                                     |
| 4 de febrero de 1997                             | San Luis, Misuri                                 | Estados Unidos                                   | Kiel Center                                      |
| 5 de febrero de 1997                             | Moline, Illinois                                 | Estados Unidos                                   | The MARK of the Quad Cities                      |
| 7 de febrero de 1997                             | Rosemont, Illinois                               | Estados Unidos                                   | Rosemont Horizon Arena                           |
| 8 de febrero de 1997                             | Rosemont, Illinois                               | Estados Unidos                                   | Rosemont Horizon Arena                           |
| 9 de febrero de 1997                             | Rosemont, Illinois                               | Estados Unidos                                   | Rosemont Horizon Arena                           |
| 11 de febrero de 1997                            | Fargo, Dakota del Norte                          | Estados Unidos                                   | Fargodome                                        |
| 12 de febrero de 1997                            | Winnipeg, Manitoba                               | Canadá                                           | Winnipeg Arena                                   |
| 14 de febrero de 1997                            | Milwaukee, Wisconsin                             | Estados Unidos                                   | Bradley Center                                   |
| 15 de febrero de 1997                            | Grand Rapids, Míchigan                           | Estados Unidos                                   | Van Andel Arena                                  |
| 16 de febrero de 1997                            | Indianápolis, Indiana                            | Estados Unidos                                   | Market Square Arena                              |
| 18 de febrero de 1997                            | Cleveland, Ohio                                  | Estados Unidos                                   | Gund Arena                                       |
| 19 de febrero de 1997                            | Cleveland, Ohio                                  | Estados Unidos                                   | Gund Arena                                       |
| 22 de febrero de 1997                            | Auburn Hills, Míchigan                           | Estados Unidos                                   | The Palace of Auburn Hills                       |
| 23 de febrero de 1997                            | Auburn Hills, Míchigan                           | Estados Unidos                                   | The Palace of Auburn Hills                       |
| 24 de febrero de 1997                            | Hamilton, Ontario                                | Canadá                                           | Copps Coliseum                                   |
| 26 de febrero de 1997                            | Roanoke, Virginia                                | Estados Unidos                                   | Roanoke Civic Center                             |
| 1 de marzo de 1997                               | Worcester, Massachusetts                         | Estados Unidos                                   | Worcester's Centrum Centre                       |
| 2 de marzo de 1997                               | University Park, Pensilvania                     | Estados Unidos                                   | Bryce Jordan Center                              |
| 4 de marzo de 1997                               | Boston, Massachusetts                            | Estados Unidos                                   | FleetCenter                                      |
| 5 de marzo de 1997                               | Boston, Massachusetts                            | Estados Unidos                                   | FleetCenter                                      |
| 7 de marzo de 1997                               | Filadelfia, Pensilvania                          | Estados Unidos                                   | CoreStates Center                                |
| 8 de marzo de 1997                               | Filadelfia, Pensilvania                          | Estados Unidos                                   | CoreStates Center                                |
| 10 de marzo de 1997                              | Nueva York, Nueva York                           | Estados Unidos                                   | Madison Square Garden                            |
| 11 de marzo de 1997                              | Nueva York, Nueva York                           | Estados Unidos                                   | Madison Square Garden                            |
| 25 de marzo de 1997                              | Búfalo, Nueva York                               | Estados Unidos                                   | Marine Midland Arena                             |
| 26 de marzo de 1997                              | Pittsburgh, Pensilvania                          | Estados Unidos                                   | Pittsburgh Civic Arena                           |
| 28 de marzo de 1997                              | Montreal, Quebec                                 | Canadá                                           | Molson Centre                                    |
| 29 de marzo de 1997                              | Ciudad de Quebec, Quebec                         | Canadá                                           | Colisée de Québec                                |
| 30 de marzo de 1997                              | Ottawa, Ontario                                  | Canadá                                           | Corel Centre                                     |
| 1 de abril de 1997                               | East Rutherford, Nueva Jersey                    | Estados Unidos                                   | Continental Airlines Arena                       |
| 2 de abril de 1997                               | Hampton, Virginia                                | Estados Unidos                                   | Hampton Coliseum                                 |
| 4 de abril de 1997                               | Hartford, Connecticut                            | Estados Unidos                                   | Hartford Civic Center                            |
| 5 de abril de 1997                               | Providence, Rhode Island                         | Estados Unidos                                   | Providence Civic Center                          |
| 6 de abril de 1997                               | Albany, Nueva York                               | Estados Unidos                                   | Pepsi Arena                                      |
| 8 de abril de 1997                               | Landover, Maryland                               | Estados Unidos                                   | USAir Arena                                      |
| 9 de abril de 1997                               | Landover, Maryland                               | Estados Unidos                                   | USAir Arena                                      |
| 11 de abril de 1997                              | Charlotte, Carolina del Norte                    | Estados Unidos                                   | Charlotte Coliseum                               |
| 12 de abril de 1997                              | Greensboro, Carolina del Norte                   | Estados Unidos                                   | Greensboro Coliseum                              |
| 14 de abril de 1997                              | Nashville, Tennessee                             | Estados Unidos                                   | Nashville Arena                                  |
| 15 de abril de 1997                              | Cincinnati, Ohio                                 | Estados Unidos                                   | Riverfront Coliseum                              |
| 16 de abril de 1997                              | Cincinnati, Ohio                                 | Estados Unidos                                   | Riverfront Coliseum                              |
| 18 de abril de 1997                              | Tampa, Florida                                   | Estados Unidos                                   | Tampa Bay Ice Palace                             |
| 19 de abril de 1997                              | Miami, Florida                                   | Estados Unidos                                   | Miami Arena                                      |
| 20 de abril de 1997                              | Orlando, Florida                                 | Estados Unidos                                   | Orlando Arena                                    |
| 22 de abril de 1997                              | Atlanta, Georgia                                 | Estados Unidos                                   | The Omni                                         |
| 23 de abril de 1997                              | Atlanta, Georgia                                 | Estados Unidos                                   | The Omni                                         |
| 25 de abril de 1997                              | Biloxi, Misisipi                                 | Estados Unidos                                   | Mississippi Coast Coliseum                       |
| 26 de abril de 1997                              | Lafayette, Luisiana                              | Estados Unidos                                   | Cajundome                                        |
| 28 de abril de 1997                              | Houston, Texas                                   | Estados Unidos                                   | The Summit                                       |
| 29 de abril de 1997                              | San Antonio, Texas                               | Estados Unidos                                   | Alamodome                                        |
| 30 de abril de 1997                              | Austin, Texas                                    | Estados Unidos                                   | Frank Erwin Center                               |
| 9 de mayo de 1997                                | Fort Worth, Texas                                | Estados Unidos                                   | Tarrant County Convention Center                 |
| 10 de mayo de 1997                               | Fort Worth, Texas                                | Estados Unidos                                   | Tarrant County Convention Center                 |
| 11 de mayo de 1997                               | Oklahoma City, Oklahoma                          | Estados Unidos                                   | Myriad Convention Center                         |
| 14 de mayo de 1997                               | Reno, Nevada                                     | Estados Unidos                                   | Lawlor Events Center                             |
| 15 de mayo de 1997                               | Boise, Idaho                                     | Estados Unidos                                   | BSU Pavilion                                     |
| 16 de mayo de 1997                               | Spokane, Washington                              | Estados Unidos                                   | Spokane Veterans Memorial Arena                  |
| 18 de mayo de 1997                               | Portland, Oregón                                 | Estados Unidos                                   | Rose Garden Arena                                |
| 20 de mayo de 1997                               | Seattle, Washington                              | Estados Unidos                                   | KeyArena                                         |
| 24 de mayo de 1997                               | Vancouver, Columbia Británica                    | Canadá                                           | General Motors Place                             |
| 26 de mayo de 1997                               | Saskatoon, Saskatchewan                          | Canadá                                           | Saskatchewan Place                               |
| 27 de mayo de 1997                               | Calgary, Alberta                                 | Canadá                                           | Canadian Airlines Saddledome                     |
| 28 de mayo de 1997                               | Edmonton, Alberta                                | Canadá                                           | Edmonton Coliseum                                |

## Canciones interpretadas
Esta es la lista de canciones interpretadas por Metallica durante las giras promocionales al sexto disco.
| Álbum                         | Canción                   | Veces Interpretada |
| ----------------------------- | ------------------------- | ------------------ |
| Kill 'Em All (1983)           | "Motorbreath"             | 86                 |
| Kill 'Em All (1983)           | "Whiplash"                | 109                |
| Kill 'Em All (1983)           | "Seek & Destroy"          | 72                 |
| Ride the Lightning (1984)     | "For Whom the Bell Tolls" | 161*               |
| Ride the Lightning (1984)     | "Fade to Black"           | 159                |
| Ride the Lightning (1984)     | "Creeping Death"          | 162                |
| Master of Puppets (1986)      | "Battery"                 | 25                 |
| Master of Puppets (1986)      | "Master of Puppets"       | 159                |
| ...And Justice for All (1988) | "One"                     | 160                |
| ...And Justice for All (1988) | "The Shortest Straw"      | 16                 |
| Metallica (1991)              | "Enter Sandman"           | 161                |
| Metallica (1991)              | "Sad But True"            | 163                |
| Metallica (1991)              | "Wherever I May Roam"     | 160*               |
| Metallica (1991)              | "Nothing Else Matters"    | 159                |
| Load (1996)                   | "Ain't My Bitch"          | 163*               |
| Load (1996)                   | "2 X 4"                   | 1                  |
| Load (1996)                   | "Until It Sleeps"         | 163*               |
| Load (1996)                   | "King Nothing"            | 159                |
| Load (1996)                   | "Hero of the Day"         | 65*                |
| Load (1996)                   | "Bleeding Me"             | 33                 |
| Load (1996)                   | "Wasting My Hate"         | 95                 |
| ReLoad (1997)                 | "Fuel"                    | 14                 |
| ReLoad (1997)                 | "Devil's Dance"           | 22                 |
| Covers                        | "Am I Evil?"              | 67                 |
| Covers                        | "Last Caress"             | 160                |
| Covers                        | "Breadfan"                | 41                 |
| Covers                        | "So What"                 | 162                |
| Covers                        | "Overkill"                | 51                 |
| Solos                         | "Bass Solo"               | 134                |
| Solos                         | "Guitar Solo"             | 134                |
| Medleys                       | "Kill/Ride Medley"        | 63                 |

- Hero of The Day fue tocada 3 veces en un concierto.
- For Whom the Bell Tolls, Wherever I May Roam, Ain't My Bitch, Until It Sleeps y Hero of the Day fueron tocadas 2 veces en el segundo concierto realizado en Fort Worth.[17]